# Ixiolirion tatarské

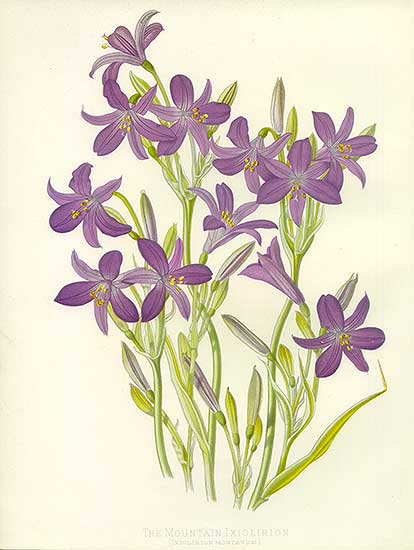
Zobrazení rostliny

Ixiolirion tatarské (Ixiolirion tataricum) je modře kvetoucí, drobná, vytrvalá, cibulovina. Tato zahradní okrasná rostlina, druh z nevelkého, asijského rodu ixiolirion, je ve Střední Evropě dosud jen málo známá. Pro své květy a nenáročnost při pěstování je považována za perspektivní jarní květinu.
Jméno „ixiolirion“ je v českém jazyce slovo středního rodu, a proto je druhové jméno této byliny „tatarské“.

## Ekologie
Rostlina je původem z Jihozápadní Asie, Arabského poloostrova, Kavkazu, jihozápadní Sibiře, Střední Asie, severu Číny a z oblastí na západě Himálaje. Roste většinou ve svažitých územích na pastvinách, kamenitých stráních a v nízkých křovinách na písčitých půdách v místech, kde má během vegetačního klidu sucho. Po odkvětu a uschnutí listů snáší cibule i zimní mrazy, neprospívá jí však mokro. V domovině roste v nadmořské výšce do 2000 m. Kvete od dubna do června, plody uzrávají v červenci až září.

## Popis
Vytrvalá bylina s lodyhou 10 až 50 cm vysokou. Z tmavě hnědé, vejčité cibule 1,5 až 2,5 cm velké, vyrůstá na jaře až 8 úzkých, čárkovitých listů širokých jen 5 mm.
Po listech raší přímá lodyha, jenž u báze mívá jeden až tři drobné listy a na vrcholu krátké hroznovité nebo okoličnaté květenství. Je vytvořeno třemi až šesti nálevkovitě tvarovanými květy až 5 cm dlouhými, které vyrůstají na krátkých stopkách. Květ má šest volných okvětních lístků azurově modrých až tmavě fialových. Lístky jsou rozestálé, obkopinaté se špičatým vrcholem, 2 až 3,5 cm dlouhé, 0,7 cm široké a ve středu každého je tři až pět tmavších žilek. Šest volných tyčinek s namodralými nitkami vyrůstá ve dvou kruzích, vnější jsou delší. Třídílný spodní semeník nese fialovou čnělku s tříramennou bliznou. Po opylení hmyzem vzniká plod, eliptická, až 5 cm dlouhá tobolka s mnoha černými semeny.

## Využití

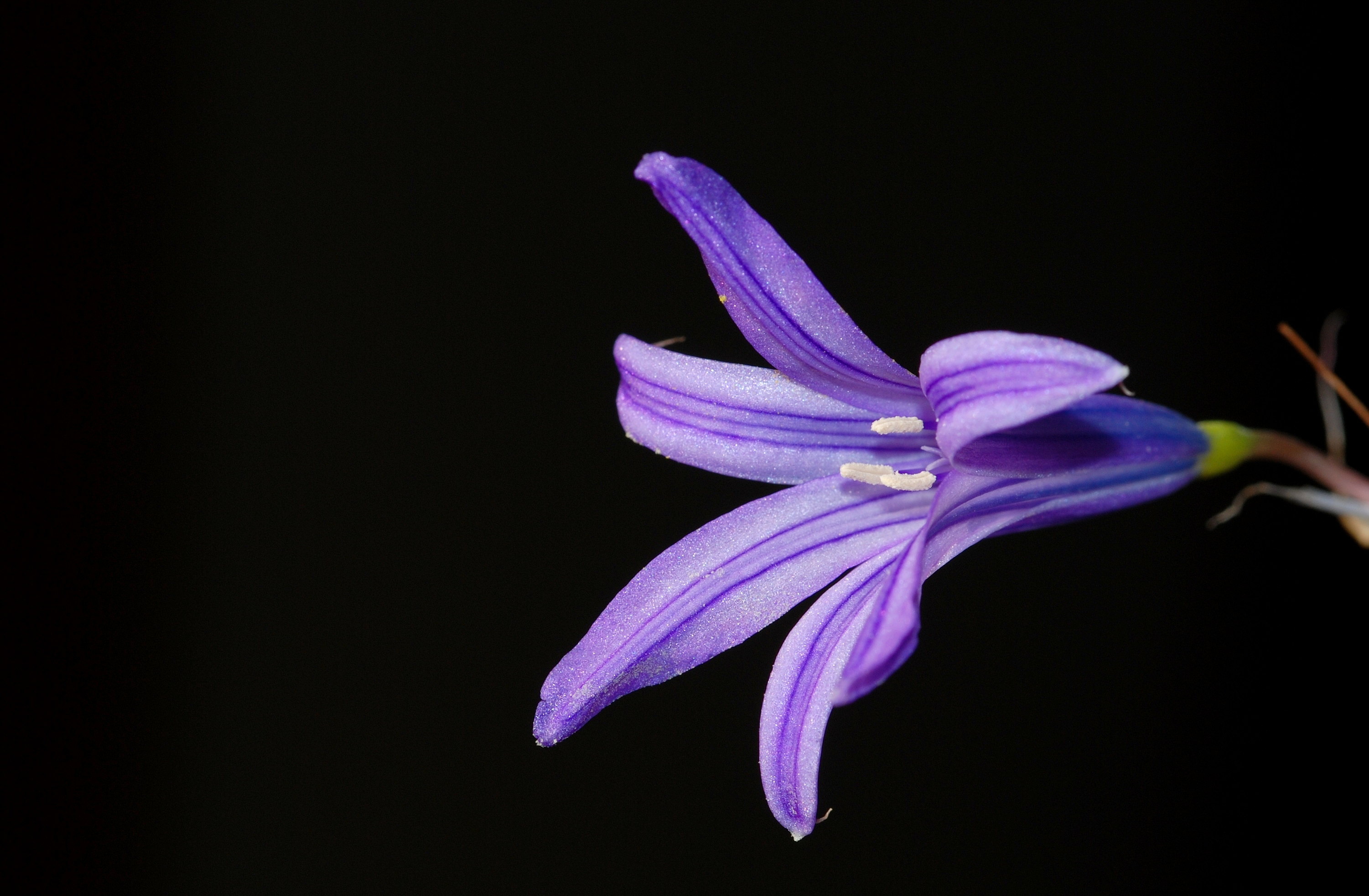
Květ

Hlavní význam této cibuloviny spočívá v její okrasné hodnotě, vysazuje se v zahradách do skalek, na záhony i přímo do trávníků na sušší, nezamokřená místa s písčitou hlínou do sponu 10 cm, ten se postupně zahušťuje. Rostliny nejsou náročné na péči, cibule se po odkvětu ponechávají v půdě, přirůstají nové a vytvářejí každým rokem bohatší shluk kvetoucích rostlin. Lze také na podzim na záhon nebo do trávníku rozptýlit zralá semena, dobře se ujímají a vyrostou z nich nové rostlinky kvetoucí třetím rokem po vysetí. Stvoly s rozkvetlými květy jsou vhodné i k řezu.